# Llano Blanco
Llano Blanco o también conocido como Rancho Seco, es un ejido del municipio de Altar ubicado en el noroeste del estado mexicano de Sonora, en la zona del desierto de Sonora. El ejido es la tercera localidad más habitada del municipio contando en 2020 con 363 habitantes, según los datos del Instituto Nacional de Estadística y Geografía (INEGI). Se encuentra a 16 km al suroeste de la ciudad de la villa de Altar, cabecera del municipio, y a 273 km al norte de Hermosillo, la capital del estado.
Según los registros de censos poblacionales de la entidad, Llano Blanco fue primeramente poblado en la década de 1950, siendo administrado bajo el municipio de Altar. En el año de 1970 se dio de baja como asentamiento ante el INEGI, rehabilitándose como tal 10 años después, en 1980, bajo la categoría de hacienda. Su mayor población se dio de 1995 a 2000, con 424 habitantes, según los datos de esos años.

## Geografía
Véase también: Geografia del Municipio de Altar
El ejido se localiza bajo las coordenadas geográficas 30°37′00″ de latitud norte y 111°50′00″ de longitud oeste del meridiano de Greenwich a una elevación media de 373 metros sobre el nivel del mar. Está conectado a la villa de Altar por el camino rural Félix Gómez con una longitud de 16 km. Tiene una superficie de 0.34 km², ocupando alrededor de 5 cuadras de ancho y 5 de largo.

## Demografía
Según el Censo de Población y Vivienda realizado en 2020 realizado por el Instituto Nacional de Estadística y Geografía (INEGI), la villa tiene un total de 363 habitantes, de los cuales 179 son hombres y 184 son mujeres, con una densidad poblacional de 1,067.64 hab/km². En 2020 había 161 viviendas, pero de estas 108 viviendas estaban habitadas, de las cuales 27 estaban bajo el cargo de una mujer. Del total de los habitantes, 5 personas mayores de 3 años (1.42% del total) habla alguna lengua indígena; mientras que 3 habitantes (0.85%) se consideran afromexicanos o afrodescendientes.
El 75.48% de sus pobladores pertenece a la religión católica, el 18.46% es cristiano evangélico/protestante o de alguna variante, mientras que el 6.06% no profesa ninguna religión.

### Educación y salud
Según el Censo de Población y Vivienda de 2020; 3 niños de entre 6 y 11 años (0.85% del total), 4 adolescentes de entre 12 y 14 años (1.13%), 5 adolescentes de entre 15 y 17 años (1.42%) y 5 jóvenes de entre 18 y 24 años (1.42%) no asisten a ninguna institución educativa. 31 habitantes de 15 años o más (8.78%) son analfabetas, 29 habitantes de 15 años o más (8.22%) no tienen ningún grado de escolaridad, 42 personas de 15 años o más (11.9%) lograron estudiar la primaria pero no la culminaron, 20 personas de 15 años o más (5.67%) iniciaron la secundaria sin terminarla, teniendo el ejido un grado de escolaridad de 6.61.
La cantidad de población que no está afiliada a un servicio de salud es de 87 personas, es decir, el 24.65% del total, de lo contrario el 78.19% sí cuenta con un seguro médico ya sea público o privado. Según el mismo censo, 30 personas (8.5%) tienen alguna discapacidad o límite motriz para realizar sus actividades diarias, mientras que 3 habitantes (0.85%) poseen algún problema o condición mental.
En la localidad hay tres instituciones educativas, todas de carácter público: el jardín de niños "Mundo Pequeño", la escuela primaria "Tierra y Libertad" ambas administradas por el gobierno federal y la telesecundaria #266 controlada por el gobierno del estado.

### Población histórica
Evolución de la cantidad de habitantes desde el evento censal del año 1950:
| Año           | 1950 | 1960 | 1970 | 1980 | 1990 | 1995 | 2000 | 2005 | 2010 | 2020 |
| Población     | 78   | 162  | 0    | 182  | 314  | 424  | 424  | 341  | 460  | 363  |
| Fuente: INEGI |      |      |      |      |      |      |      |      |      |      |

## Gobierno
Véase también: Alcaldes del Municipio de Altar
Llano Blanco es una de las 144 localidades en las que se conforma el municipio, y su sede de gobierno se encuentra en la ciudad de Altar, que es la cabecera municipal, el ejercicio gubernamental recae en el presidente municipal y su gabinete, electos cada 3 años. El ayuntamiento está integrado por un presidente municipal, un síndico, 3 regidores de mayoría relativa y 2 de representación proporcional. Debido a su cercanía a la cabecera que es donde se encuentra el palacio municipal, no es necesario que en esta localidad haya un delegado auxiliar designado.